# زناميا (قمر صناعي)
مشروع زناميا ( بالروسية : Знамя، وتعني "الراية") كان مشروع عن سلسلة من تجارب المرآة الفضائية المدارية في تسعينيات القرن العشرين والتي كانت تهدف إلى نقل الطاقة الشمسية إلى الأرض عن طريق عكس ضوء الشمس. كان المشروع من بنات أفكار فلاديمير سيرومياتنيكوف، الذي عمل كمهندس رئيسي للمشروع.  تم تصميم الجهاز في الأصل ليكون بمثابة شراع شمسي، ثم تحول سيروماتنيكوف إلى استخدام الجهاز المقترح كمرآة فضائية. يتكون المشروع من تجربتين: تجربة زناميا 2 وتجربة زناميا 2.5 الفاشلة، بالإضافة إلى تجربة زناميا 3 المقترحة. بعد فشل نشر زناميا 2.5، تخلت وكالة الفضاء الفيدرالية الروسية عن المشروع.

## زناميا 2
كانت زناميا 2 عبارة عن مرآة شمسية فضائية بعرض 20 مترًا. تم إطلاق زناميا-2 على متن بروغرس إم-15 من قاعدة بايكونور في 27 أكتوبر 1992. بعد زيارة طاقم EO-12 على متن محطة الفضاء مير، انفصلت مركبة Progress T-15 ونشرت المرآة من نهاية مركبة الفضاء الروسية Progress في 4 فبراير 1993، بجوار محطة الفضاء الروسية مير. تم نشر المرآة بنجاح، وعندما أضاءت أنتجت بقعة مُضيئة على الأرض بعرض 5 كيلومترات، قطعت أوروبا من جنوب فرنسا إلى غرب روسيا بسرعة 8 كيلومترات/ثانية. كانت البقعة المضيئة ذات سطوع يعادل تقريبًا سطوع القمر المكتمل.  على الرغم من أن السحب غطت معظم أوروبا في ذلك الصباح، إلا أن بعض المراقبين الأرضيين أفادوا برؤية وميض من الضوء أثناء مرور الشعاع. 
تم إخراج المرآة من مدارها بعد عدة ساعات واحترقت أثناء إعادة دخولها إلى الغلاف الجوي فوق كندا.  
تم تصميم مرآة زناميا في الأصل كنموذج أولي لنظام دفع شراعي شمسي،  ولكن تم إعادة استخدامها كمرآة فضائية للإضاءة عندما تراجع الاهتمام بالأشرعة الشمسية.

## زناميا 2.5
كان زناميا 2.5 خليفةً لزناميا 2، التي تم نشرها في 5 فبراير 1999. وكان قطرها 25 مترًا، وكان من المتوقع أن تنتج بقعة مضيئة بقطر 7 كم، مع سطوع يتراوح بين خمسة إلى عشرة أقمار كاملة. لكن بعد وقت قصير من نشرها، علقت المرآة على هوائي على متن المركبة بروجريس وتمزقت. بعد عدة محاولات فاشلة من قبل مركز التحكم في المهمة الروسية لتحرير المرآة من الهوائي، تم إخراج زناميا 2.5 من مدارها واحترق عند إعادة دخولها.   

## زناميا 3
كان من المفترض أن تكون زناميا 3 بمثابة نسخة مُكبرة من النسختين السابقتين، بقطر يتراوح بين 60 و70 مترًا. لم يتم بناؤها، حيث تم التخلي عن المشروع بعد فشل زناميا 2.5.